# Greenfield (Indiana)
Greenfield é uma cidade localizada no estado americano de Indiana, no Condado de Hancock.

## Demografia
Segundo o censo americano de 2000, a sua população era de 14.600 habitantes.
Em 2006, foi estimada uma população de 17.453, um aumento de 2853 (19.5%).

## Geografia
De acordo com o United States Census Bureau tem uma área de
20,9 km², dos quais 20,8 km² cobertos por terra e 0,1 km² cobertos por água. Greenfield localiza-se a aproximadamente 259 m acima do nível do mar.

## Localidades na vizinhança
O diagrama seguinte representa as localidades num raio de 20 km ao redor de Greenfield.